# Luis Milla Aspas
Luis Milla Aspas (nascut a Terol el 12 de març de 1966). Futbolista espanyol dels anys 80 i 90. Jugador d'extraordinària tècnica individual, jugava com a migcampista organitzador, i destacava per la seva gran visió de joc, el seu senzill toc de pilota, i la facilitat i rapidesa amb què movia la pilota. Va ser internacional amb la selecció espanyola.

## Biografia
Format en les categories inferiors del FC Barcelona, va ser un dels pocs jugadors que sent juvenil va guanyar un títol de Lliga: el de la temporada 1984-1985. Aquella temporada es va produir una vaga de l'Associació de Futbolistes Professionals d'Espanya i els clubs van decidir disputar una jornada de Lliga amb els jugadors dels seus equips juvenils. Milla, llavors jugador del juvenil A barcelonista, va disputar un partit de la Lliga professional, en el Camp Nou i davant el Reial Saragossa. El FC Barcelona va acabar guanyant aquella Lliga i Milla va poder marcar el seu primer títol professional en el seu palmarès.
Milla va ascendir al primer equip a principis de la temporada 1988-1989 de la mà de l'entrenador Johan Cruyff, que li va confiar la responsabilitat de ser el cervell de l'equip en el mig camp. En la seva primera temporada en l'equip es va revelar, no només com un jugador clau, i titular indiscutible, sinó com un dels futbolistes més cotitzats d'Espanya. Va ser titular en la final de la Recopa d'Europa de 1989, a Berna, que fou el primer trofeu de Johan Cruyff a la banqueta blaugrana i l'inici de l'èxit del “Dream Team”.
Milla va anar fins i tot convocat per a jugar en tres ocasions amb la selecció espanyola, entre 1989 i 1990.
En la seva segona temporada en el club barcelonista va seguir jugant com a titular fins que, a mitja temporada, es van complicar les negociacions entre Luis Milla i el FC Barcelona per a renovar el contracte entre ambdues parts. Milla va demanar un augment de fitxa que el situés al nivell salarial dels jugadors titulars més experimentats de la plantilla. Malgrat que el president del club, Josep Lluís Núñez, semblava disposat a augmentar-li la fitxa, l'entrenador Johan Cruyff es va oposar que el club acceptés les pretensions del jugador. Cruyff creia que Milla encara era massa jove, i devia seguir progressant abans d'arribar als emoluments que cobraven els més veterans. Les relacions entre Milla i Cruyff es van complicar quan, en el partit més important de la temporada, la final de la Copa del Rei davant el Real Madrid, Cruyff va deixar Milla fora de la convocatòria. En la decisió de l'entrenador neerlandès també va pesar el rumor que Milla ja havia arribat a un acord amb el Reial Madrid, que li oferia les condicions econòmiques que el jugador pretenia.
El FC Barcelona va guanyar la final de Copa per dos a zero, la qual cosa va reforçar l'autoritat de Cruyff. El FC Barcelona, seguint els criteris del tècnic neerlandès, va presentar a Milla una oferta de renovació per sota de les pretensions del jugador. Milla va rebutjar l'oferta i va optar per fitxar pel Reial Madrid. La situació va suscitar una gran polèmica entre l'afició barcelonista: una gran part creia que el FC Barcelona havia deixat escapar un dels joves amb més talent d'Espanya per la tossuderia de Johan Cruyff. L'entrenador neerlandès, no obstant això, va dir llavors que tornaria a "fabricar un altre Milla": va pujar al primer equip un jove jugador del filial per a jugar en la demarcació de Milla. El seu nom era Josep Guardiola i Sala.
Milla va romandre en el Reial Madrid durant set temporades. Els primers quatre anys no va obtenir els èxits que esperava. Primer, va veure com el FC Barcelona guanyava de forma consecutiva quatre Lligues, la Copa d'Europa i altres títols menors, mentre el seu nou club passava una gran crisi esportiva. Després va veure com Josep Guardiola, el jove jugador que l'havia substituït en el Barça, li llevava el lloc com a mig centre en la selecció espanyola. Milla no va tornar a ser convocat a jugar cap partit internacional. En els seus últims tres anys com a madridista, en canvi, va guanyar dues lligues, el 1995 i el 1997. En total, la seva estada al Real Madrid li va proporcionar quatre títols.
L'estiu del 1997 va fitxar pel València CF, club en el qual va romandre quatre temporades fins a l'estiu del 2001 quan es va retirar de professional. De la seva etapa valencianista va obtenir una altra Copa del Rei, la de l'any 1999.
Va ser ajudant tècnic de Michael Laudrup al Getafe CF (Primera Divisió espanyola).
Actualment és el seleccionador de la selecció espanyola sub-19.
El juny de 2011 va ser l'entrenador de la selecció espanyola de futbol Sub-21 que va guanyar el Campionat d'Europa de futbol sub-21 de 2011, celebrat a Dinamarca. El juliol del 2012 va ser l'entrenador de la selecció espanyola de futbol que va representar Espanya als Jocs Olímpics de Londres 2012, una competició en què el combinat espanyol va caure eliminat en la primera lligueta.

## Clubs
- FC Barcelona: 1988-1990.
- Reial Madrid: 1990-1997.
- València CF: 1997-2001.

## Palmarès
- 3 Lliga espanyola de futbol:
  - 1 amb el FC Barcelona: 1984-1985
  - 2 amb el Reial Madrid: 1994-1995 i 1996-1997
- 3 Copa del Rei:
  - 1 amb el FC Barcelona: (1990)
  - 1 amb el Reial Madrid: 1993
  - 1 amb el València CF: 1999
- 2 Supercopa d'Espanya: 1993 i 1997, amb el Reial Madrid
- 1 Copa Iberoamericana: 1994, amb el Real Madrid
- 1 Recopa d'Europa: 1989, amb el Barça